# ファッションブログ
ファッションブログ (Fashion Blog) とはファッションジャンルに特化した記事を投稿しているブログのことであり、投稿する人のことをファッションブロガーとも呼ばれている。
投稿主は個人から企業まで様々であるが、ブログを書く目的は趣味、商用目的など大きく分けて２種類存在する。傾向として男性よりも女性ブロガーが多い。
ブログの運用方法については個人でドメインを取得して運用する方法、アメブロ等の企業が提供するブログサービスを利用して記事を投稿する方法などが存在する。

## SNSの台頭
近年はFacebookやtwitter、instagram等のSNSが台頭し、ブログ以上に気軽に記事を投稿できるようになってきたこともありファッションブログの存在が
影を潜めつつある。特にファッション関係に関して言えばinstagramの影響が非常に大きいと言われている。
しかし、ファッションブログを投稿しながらSNSでも同時発信していけば相乗効果が期待できるので決してSNSの存在がデメリットばかりだとは一概には言えない。

## YouTubeの存在
ここ数年においてはYouTubeを活用してファッションに特化した内容の動画を公開しているユーチューバーも多数存在する。いわゆるファッション系ユーチューバーである。
年齢性別関係なく様々なファッション系ユーチューバーが存在するが、ファッションブログも同時運営している人達も案外多いのが実情である。

## ファッションブログのジャンルについて
ブログのジャンルについては年齢性別によっても様々であるが、主にカジュアル、きれいめ、キレカジ、モード、ガーリッシュ、コンサバ、B系、お姉、ギャル、原宿系、森ガール、フェミニン、ゴスロリ、ロック、ビジュアル系、レゲエ、ストリート、アメカジ、ベーシック、ビジネス、プチプラ等が存在する。
特にユニクロ、GU、しまむら、無印良品といったファストファッションを中心にコーディネートをするスタイルの「プチプラ」がファッションブログ業界でも人気を博している。

## 将来性について
ファッションブログというジャンル、もしくはブログそのものの将来性については賛否両論あるが、SNSの台頭によって将来性が薄れていくという見方がある一方で、
ブロガー自身が独自ドメインを取得して他サービスに頼らずに運用している場合に限っては自由度が非常に高く、SNSでは表現できないようなサービス等も独自で提供できる為、競合との差別化を徹底することで将来において長く運用できるというメリットもある。また、企業が提供するサービスでも有名ブロガーになると企業とのタイアップが実現でき、知名度、収入共に大幅にアップする有名ブロガーも多数存在する。

## 主なファッションブロガー
- プチプラのあや（アメブロ）
- ファッションブログ「服と暮らす」(WordPress)
- Noricoco room（アメブロ）
- あやのハピログ（アメブロ）
- 銀の滴降る降るまわりに…（アメブロ）
- タプレ（livedoor Blog）
- Daily Celebrity Diary（livedoor Blog）